# 柬埔寨經濟
柬埔寨現在是一個開放的市場經濟國家，並且在過去10年取得了快速的經濟成長。

## 概況
2015年柬埔寨的GDP達180.5億美元。人均收入雖然迅速增長，但仍低於其的大部分鄰國依然是聯合國認定之「低度開發國家」。柬埔寨的最大產業是紡織業和旅遊業，而農業仍然是許多柬埔寨農村民眾主要的收入來源，暹羅灣的海鮮罐頭出口長期成為一大外匯商品。柬埔寨在最近發現了海上石油和天然氣礦藏。
1995年柬埔寨的GDP只有29.2億美元。之後探索低工資以及低企業營所稅（20%）為吸引力減少外商在柬國製造成本。為吸引外資已於當年制定投資法，設置柬國發展委員會（Council for the Development of Cambodia，簡稱CDC）也是眾多外資企業前往當地的第一個接觸窗口。
此後柬埔寨政府開始了由計劃經濟改為市場經濟的改革。柬埔寨因此實現了經濟的快速成長，並大幅降低了通貨膨脹率。目前柬埔寨致力於東協和全球貿易體系。柬埔寨經濟雖面臨教育體系滯後、基礎設施不足、貪汙等問題，但因其充沛的廉價勞動力、靠近原材料提供地、稅制優惠等優勢，柬埔寨仍然吸引眾多投資者。2014年起柬埔寨面臨了君主立憲史上一場政治動盪是所有建廠投資者須了解的政治化社會，親西方扶植的救國黨與總理洪森極度交惡，展開數年的鬥爭，初期選舉人民黨68席，救國黨則占55席無法執政但有大幅聯合參政的趨勢，然而救國黨認定選舉舞弊採取大規模抗爭和發動罷工、拒絕就任等威脅，直到動亂一年後兩黨透過密室協商改變部分選舉規則才同意就任，然而洪森看出了救國黨的隱患與其外國勢力意圖顛覆他為最終目標，決定謀劃徹底剷除救國黨，2017年11月16日救國黨主席庚速卡被以叛國罪捕、救國黨遭解散和118名領袖禁止從政5年，席位被沒收分配與其他政黨，西方國家有採取抨擊但是2018年2月25日的大選達到99%投票率而人民黨以92%得票極度壓倒性勝利，不論民間與外界如何評價此次選舉但國王公開演說後國政進入一段穩定狀態，洪森再次穩健大權在握，隨後加入了中國大陸與亞洲國家協同的一帶一路等計畫積極經濟發展時期。
時至今日社會底層的政治裂痕有所存在，常有政治人物或民間領袖等策動罷工作為影響力手段，然此種情形在強勢政府壓制下已經日趨稀少，但所有經商者還是須了解此一國情。據柬埔寨官方所發布的資料顯示，2017年的GDP總值達222億美元，較2016年增長6.9%。其中農業產值增長1.8%、工業增長卻達10.5%顯示設廠資本已經開始大幅進入，目前其女用外套、男用外套、襯衫、女用襯衣、鞋類等衣服產品有國際競爭力，白色家電和變壓器、馬達等輕型電機類製造業有萌芽態勢，國際貨幣基金組織和世界銀行針對柬埔寨政府債務管理能力評等，已將其從中級風險調降至低風險，顯示國際金融機構對洪森政府重歸強勢領導後財務管理能力給予較正面肯定。

## 外部連結
- CAMBODIA INVESTMENT GUIDEBOOK 2013 (Council for the Development of Cambodia)